# Partsa
La Partsa (en russe : Парца) est une rivière de l'oblast de Penza et de Mordovie en Russie, affluent droit du Vad (bassin de la Volga) à 55 km de l'estuaire de celui-ci.

## Géographie
La rivière est longue de 117 km et draine un bassin est de 2 700 km2. La Partsa prend sa source à 8 km du village d'Ivantsevo (dans le raïon de Spassk de l'oblast de Penza). Elle coule ensuite en Mordovie (sur 92 km) et arrose la commune urbaine de Zoubova Poliana avant de se jeter dans le Vad.

## Nom
Le nom Partsa vient du mokcha паръхци (par"khtsi) signifiant « algue ».

## Affluents
La Partsa compte quatre affluents dont la Patra et le Stoudenets.